# Pluto som betjänt
Pluto som betjänt (engelska: A Gentleman's Gentleman) är en amerikansk animerad kortfilm med Musse Pigg och Pluto från 1941.

## Handling
Pluto blir ivägskickad av Musse Pigg att köpa tidningen, men det hela visar sig vara ett svårt uppdrag då Pluto både tappar bort myntet och har svårigheter med att få tillbaka slanten.

## Om filmen
Filmen är den 111:e Musse Pigg-kortfilmen som producerades och den andra som lanserades år 1941.
Filmen hade svensk premiär den 8 december 1941 på biografen Skandia i Stockholm och visades tillsammans med Harold Lloyds film Sjöman med vind i seglen (engelska: A Girl, a Guy and a Gob).

## Rollista
- Walt Disney – Musse Pigg
- Lee Millar – Pluto[7]